# Hórus (sistema de gestão)
O Hórus é um sistema nacional de gestão da assistência farmacêutica de acesso on-line implementado pelo Ministério da Saúde do Brasil, que permite o controle e distribuição dos medicamentos disponíveis no Sistema Único de Saúde. Foi lançado em 3 de novembro de 2009. O objetivo é possibilitar o registro dos medicamentos que o paciente utiliza, facilitando o gerenciamento eletrônico de estoque, datas de validade, rastreio e controle farmacoepidemiológico dos medicamentos dispensados.